# Годдард (Канзас)
Годдард (англ. Goddard) — місто (англ. city) в США, в окрузі Седжвік штату Канзас. Населення — 5084 особи (2020).

## Географія
Годдард розташований за координатами 37°39′56″ пн. ш. 97°33′46″ зх. д. / 37.66556° пн. ш. 97.56278° зх. д. (37.665538, -97.562701).  За даними Бюро перепису населення США в 2010 році місто мало площу 11,63 км², з яких 11,49 км² — суходіл та 0,14 км² — водойми. В 2017 році площа становила 12,84 км², з яких 12,70 км² — суходіл та 0,14 км² — водойми.

## Демографія
Згідно з переписом 2010 року, у місті мешкали 4344 особи в 1442 домогосподарствах у складі 1124 родин. Густота населення становила 374 особи/км².  Було 1542 помешкання (133/км²).
Расовий склад населення:
| - 91,5 % — білих - 1,2 % — азіатів - 0,9 % — чорних або афроамериканців - 0,8 % — корінних американців - 2,6 % — осіб інших рас |

До двох чи більше рас належало 3,1 %. Частка іспаномовних становила 6,4 % від усіх жителів.
За віковим діапазоном населення розподілялося таким чином: 35,1 % — особи молодші 18 років, 58,2 % — особи у віці 18—64 років, 6,7 % — особи у віці 65 років та старші. Медіана віку мешканця становила 29,5 року. На 100 осіб жіночої статі у місті припадало 95,7 чоловіків;  на 100 жінок у віці від 18 років та старших — 91,7 чоловіків також старших 18 років.
Середній дохід на одне домашнє господарство  становив 68 464 долари США (медіана — 64 167), а середній дохід на одну сім'ю — 76 147 доларів (медіана — 75 231). За межею бідності перебувало 8,4 % осіб, у тому числі 10,0 % дітей у віці до 18 років та 8,2 % осіб у віці 65 років та старших.
Цивільне працевлаштоване населення становило 2041 осіб. Основні галузі зайнятості: освіта, охорона здоров'я та соціальна допомога — 25,1 %, виробництво — 19,2 %, роздрібна торгівля — 14,6 %.